# 新北市區公車897路線
新北市區公車897路線，由指南客運營運，起點為景文科技大學、終點為板橋。

新北市區公車897區間車路線，由指南客運營運，起點為景文科技大學、終點為捷運景安站。

## 簡介
- 2014年11月19日「及人中學－板橋」通車。[1]
- 2015年6月1日起調整末班車時間及調整為平日行駛21車次。
- 2015年11月23日，配合交通部「大專校院公車進校園」計畫，延長至景文科技大學發車，原本行駛宜安路改為行經捷運景安站，分段緩衝區調整為「中和教會－南山高中」。[2]
- 2016年6月1日新闢897區間車景文科技大學至捷運景安站區間車路線。
- 2025年3月3日起【安和里】更名為【永平里】。[3]
- 2025年3月19日至2025年5月7日正線暫時取消停靠「國泰街口」(往東)站位[4]
- 2025年6月22日至2025年9月14日區間車停駛[5]